# I liga seria A polska w piłce siatkowej mężczyzn (1994/1995)
I liga seria A 1994/1995 − 59. edycja rozgrywek o mistrzostwo Polski w piłce siatkowej mężczyzn. 
Po rundzie zasadniczej 4 najlepsze zespoły przeszły do grupy mistrzowskiej, a pozostałe 4 walczyły w grupie o utrzymanie.

## Drużyny uczestniczące
| | I liga seria A 1994/1995     |   |      |
| --- | ---------------------------- | - | ---- |
| CZE | AZS Yawal Częstochowa        | 1 | PEMK |
| NYS | Stal Hochland Nysa           | 2 | CEV  |
| RAD | Czarni Radom                 | 3 |      |
| SOS | Kazimierz Płomień Sosnowiec  | 4 |      |
| BIE | BBTS Włókniarz Bielsko-Biała | 5 | PEZP |
| GOR | Stilon Gorzów Wielkopolski   | 6 |      |
| WAŁ | Chełmiec Wałbrzych           | 7 |      |
| | Awans z serii B              |   |      |
| SZC | Morze Szczecin               | 1 |      |
| Oznaczenia: - kolumna pierwsza – skróty nazw drużyn wpisane na mapie (jeśli ta została zamieszczona), - kolumna trzecia – miejsce zajęte przez daną drużynę w poprzednim sezonie. |                              |   |      |

## Runda zasadnicza

### Tabela
| Lp. | Drużyna                      | Pkt | Mecze | Mecze | Mecze | Sety | Sety | Sety  |
| Lp. | Drużyna                      | Pkt | M     | W     | P     | wyg. | prz. | ratio |
| --- | ---------------------------- | --- | ----- | ----- | ----- | ---- | ---- | ----- |
| 1   | AZS Yawal Częstochowa        | 51  | 28    | 23    | 5     | 77   | 31   | 2.484 |
| 2   | Czarni Radom                 | 44  | 28    | 16    | 12    | 59   | 50   | 1.180 |
| 3   | Stal Hochland Nysa           | 43  | 28    | 15    | 13    | 56   | 52   | 1.077 |
| 4   | Morze Szczecin               | 42  | 28    | 14    | 14    | 55   | 50   | 1.100 |
| 5   | Kazimierz Płomień Sosnowiec  | 42  | 28    | 14    | 14    | 53   | 49   | 1.082 |
| 6   | Stilon Gorzów Wielkopolski   | 42  | 28    | 14    | 14    | 54   | 58   | 0.931 |
| 7   | BBTS Włókniarz Bielsko-Biała | 37  | 28    | 9     | 19    | 41   | 67   | 0.612 |
| 8   | Chełmiec Wałbrzych           | 35  | 28    | 7     | 21    | 33   | 71   | 0.465 |

Źródło: www.historia.azsnysa.pl
Punktacja: zwycięstwo – 2 pkt; porażka – 1 pkt
     Grupa mistrzowska
     Grupa spadkowa

## Klasyfikacja końcowa
| Miejsce | Drużyna                      |
| ------- | ---------------------------- |
| 1       | AZS Yawal Częstochowa        |
| 2       | Stal Hochland Nysa           |
| 3       | Czarni Radom                 |
| 4       | Morze Szczecin               |
| 5       | Stilon Gorzów Wielkopolski   |
| 6       | Kazimierz Płomień Sosnowiec  |
| 7       | BBTS Włókniarz Bielsko-Biała |
| 8       | Chełmiec Wałbrzych           |

     Puchar Europy Mistrzów Klubowych 1995/1996
     Puchar CEV 1995/1996
     Puchar Europy Zdobywców Pucharów 1995/1996
     spadek do serii B